# Ordine di battaglia di Blenheim
L'ordine di battaglia di Blenheim è l'elenco delle unità militari che combatterono nella battaglia di Blenheim del 13 agosto 1704, nel corso della guerra di successione spagnola, e che vide la vittoria delle truppe della Grande Alleanza su quelle franco-bavaresi.

## Esercito alleato
Capitano Generale: John Churchill, I duca di Marlborough 
Se non altrimenti specificato, tutte le unità di fanteria sono composte di un solo battaglione.

### Colonna di Blenheim
| Divisione                                | Brigata                                                                              | Reggimenti e altre unità |
| ---------------------------------------- | ------------------------------------------------------------------------------------ | --- |
| Fanteria Tenente Generale Lord Cutts     | Brigata di Rowe Brigadiere Generale Archibald Rowe                                   | - Howe's Regiment of Foot, Brigadiere Generale Emanuel Scrope Howe (584 uomini) - The Welch Regiment of Fusiliers, Tenente Generale Richard Ingoldsby (520 uomini) - The Duke of Marlborough's Regiment of Foot, Capitano Generale John Churchill, primo Duca di Marlborough (524 uomini) - Scots Fusiliers (21st Foot), Brigadiere Generale Archibald Rowe (629 uomini) - Lord North and Grey's Regiment of Foot, Colonnello William North, sesto Barone North & secondo Barone Grey (580 uomini) |
| Fanteria Tenente Generale Lord Cutts     | Brigata di Wilkes Maggiore Generale John Wilkes                                      | - Reggimento di fanteria Prinz Wilhelm (400 uomini) - Reggimento di fanteria Erbprinz von Hessen-Kassel, Erbprinz Friedrich von Hessen-Kassel (400 uomini) - Reggimento di fanteria Granatieri (400 uomini) - Reggimento di fanteria Guardie (Leibregiment) (400 uomini) - Reggimento di fanteria Wartensleben, Alexander Hermann, Graf von Wartensleben (400 uomini) |
| Fanteria Tenente Generale Lord Cutts     | Brigata di Ferguson Brigadiere Generale James Ferguson                               | - Derby's Regiment of Foot, Colonnello James Stanley, X conte di Derby (663 uomini) - Ferguson's Regiment of Foot, Brigadiere Generale James Ferguson (653 uomini) - Royal Regiment of Ireland, Maggiore Generale Frederick Hamilton (579 uomini) - His Majesty's Royal Regiment of Foot, Tenente Generale George Hamilton, primo Conte di Orkney (577 uomini) (2º battaglione) - 1st Regiment of Foot Guards, Capitano Generale John Churchill, primo Duca of Marlborough (589 uomini)            |
| Fanteria Tenente Generale Lord Cutts     | Brigata di St. Paul Maggiore Generale St. Paul (Comprende la brigata di Hulson)      | - Reggimento di fanteria de Luc, Maggiore Generale de Luc (400 uomini) - Reggimento di fanteria de Breuil (400 uomini) - Reggimento di fanteria Gauvin (400 uomini) - Reggimento di fanteria Leibregiment zu Fuß (due battaglioni, 800 uomini) |
| Cavalleria Tenente Generale Henry Lumley | Brigata di Palmes Brigadiere Generale Francis Palmes                                 | - Wood's Regiment of Horse (4th Horse), Maggiore Generale Cornelius Wood (uno squadrone, 155 uomini) (2º squadrone) - The King's Carabiniers (9th Horse), Tenente Generale Hugh Wyndham (due squadroni, 311 uomini) - The Duke of Schomberg's Regiment of Horse (8th Horse), Meinhard von Schomberg, primo Duca di Leinster (due squadroni, 270 uomini) |
| Cavalleria Tenente Generale Henry Lumley | Brigata di Wood Maggiore Generale Cornelius Wood                                     | - The Queen's Regiment of Horse (2nd Horse), Tenente Generale Henry Lumley (tre squadroni, 482 uomini) - Earl of Plymouth's Regiment of Horse (4th Horse), Maggiore Generale Cornelius Wood (uno squadrone, 158 uomini) (1º squadrone) - Lord Cadogan's Regiment of Horse (7th Horse), Colonnello William Cadogan, I conte Cadogan (uno squadrone, 149 uomini) |
| Cavalleria Tenente Generale Henry Lumley | Brigata Dragoni di Ross Maggiore Generale Charles Ross (Comprende la brigata di Hay) | - Ross's Regiment of Dragoons (5th Dragoons), Brigadiere Generale Charles Ross (due squadroni, 324 uomini) - Grey Dragoons (2nd Dragoons), Brigadiere Generale Lord John Hay (uno squadrone, 340 uomini) - Dragoni Erbprinz von Hessen-Kassel, Erbprinz Friedrich von Hessen-Kassel (quattro squadroni, 320 uomini) |

### Centro
Tenente Generale Charles Churchill
| Divisione                                                          | Brigata | Reggimenti e altre unità |
| ------------------------------------------------------------------ | --- | --- |
| Prima linea (fanteria) Tenente Generale Richard Ingoldsby          | Brigata d'Herleville Maggiore Generale d'Herleville (Comprende la brigata di Stückrad)                            | - Reggimento di fanteria Schöpping (400 uomini) - Reggimento di fanteria Stückrad, Brigadiere Generale Stückrad (400 uomini) - Reggimento di fanteria d'Herleville, Maggiore Generale d'Herleville (400 uomini) - Reggimento di fanteria von Tozin (400 uomini) - Reggimento di fanteria Hulsen, Maggiore Generale Hulsen (400 uomini) |
| Prima linea (fanteria) Tenente Generale Richard Ingoldsby          | Brigata Württemberg Brigadiere Generale Friederich Heinrich, Graf von Seckendorff                                 | - Reggimento di fanteria Stenfels (571 uomini) - Reggimento di fanteria Hermann - Reggimento Granatieri (833 uomini) - Reggimento di fanteria Seckendorff, Brigadiere Generale Friedrich Heinrich, Graf von Seckendorff (573 uomini) |
| Prima linea (fanteria) Tenente Generale Horn                       | Brigata Holstein-Beck Maggiore Generale Anton Günther, Fürst von Holstein-Beck (Comprende la brigata Heidebrecht) | - Reggimento di fanteria Heidebrecht, Brigadiere Generale Heidebrecht (599 uomini) - Reggimento di fanteria Stürler (svizzero) (523 uomini) - Reggimento di fanteria Hirzel (svizzero) (561 uomini) - Reggimento di fanteria Rechteren (548 uomini) - Reggimento di fanteria Goor (581 uomini) |
| Prima linea (fanteria) Tenente Generale Horn                       | Brigata mercenari olandesi Maggiore Generale Johan van Pallandt                                                   | - Reggimento di fanteria Bynheim (571 uomini) - Reggimento di fanteria Schwerin, Colonnello Kurt Christof, Graf von Schwerin (547 uomini) - Reggimento di fanteria de Varenne, Jacques l'Aumonier, Marquis de Varenne (461 uomini) - Reggimento di fanteria Wulffen (591 uomini) - Reggimento di fanteria Erbprinz von Hessen-Kassel, Erbprinz von Hessen-Kassel (540 uomini) |
| Centro-sinistra (cavalleria) Tenente Generale Cuno Josua von Bülow | Brigata Noyelles Maggiore Generale Jacques-Louis, comte de Noyelles en Falais                                     | - Reggimento Corazzieri a cavallo Leib (due squadroni, 150 uomini) - Reggimento Corazzieri a cavallo Voigt (due squadroni, 150 uomini) - Reggimento Corazzieri a cavallo Noyelles, Maggiore Generale Jacques-Louis, comte de Noyelles en Falais (due squadroni, 150 uomini) |
| Centro-sinistra (cavalleria) Tenente Generale Cuno Josua von Bülow | Brigata Viller Maggiore Generale Viller                                                                           | - Reggimento Dragoni von Bülow, Tenente Generale Cuno Josua von Bülow (tre squadroni, 225 uomini) - Reggimento Dragoni Viller (quattro squadroni, 320 uomini) - Reggimento Dragoni Bothmer, Brigadiere Generale Bothmer (quattro squadroni, 320 uomini) |
| Seconda linea (cavalleria) Tenente Generale Graf von Hompesch      | Brigata Hesse-Homberg Maggiore Generale Friedrich, Prinz von Hessen-Homburg                                       | - Reggimento a cavallo Leib (due squadroni, 160 uomini) - Carabinieri Spiegel (due squadroni, 160 uomini) |
| Seconda linea (cavalleria) Tenente Generale Graf von Hompesch      | Brigata Schulenburg Maggiore Generale Alexander von der Schulenburg                                               | - Dragoni Schulenburg (due squadroni, 150 uomini) - Reggimento a cavallo Breidenbach (due squadroni, 160 uomini) |
| Seconda linea (cavalleria) Tenente Generale Graf von Hompesch      | Brigata Erbach Maggiore Generale Erbach                                                                           | - Reggimento Corazzieri a cavallo Erbach, Maggiore Generale Erbach (due squadroni, 200 uomini) - Reggimento a cavallo Baldwin, Brigadiere Generale Baldwin (uno squadrone, 100 uomini) - Dragoni Schmettau, Gottlieb Schmettau (quattro squadroni, 400 uomini) |
| Cavalleria Tenente Generale Friedrich Ulrich, comte de Oostfries   | Brigata Vittinghoff Tenente Generale Vittinghoff                                                                  | - Dragoni Grevendorff, Brigadiere Generale Grevendorff (tre squadroni, 240 uomini) - Dragoni Hardenberg (tre squadroni, 240 uomini) - Reggimento a cavallo Sachsen-Heilburg (due squadroni, 200 uomini) - Reggimento a cavallo Bannier (due squadroni, 150 uomini) |
| Cavalleria Tenente Generale Friedrich Ulrich, comte de Oostfries   | Brigata Auroch Maggiore Generale Auroch                                                                           | - Reggimento a cavallo Erbach, Maggiore Generale Erbach (due squadroni, 160 uomini) - Dragoni Auroch, Maggiore Generale Auroch (quattro squadroni, 320 uomini) |
| Tenente Generale Karl Rudolf, Fürst von Württemberg-Neuenstadt     | Brigata Rantzau Brigadiere Generale Jørgen von Rantzau                                                            | - 2º Reggimento a cavallo Sjællandske, Brigadiere Generale Jørgen von Rantzau (due squadroni, 585 uomini) - 5º Reggimento a cavallo Jydske, Colonnello Wilhelm von Schmettau (due squadroni, 440 uomini) - 4º Reggimento a cavallo Jydske, Brigadiere Generale Jørgen von Rantzau (due squadroni, 440 uomini) - Livregimentet Rytter, Colonnello Christian Detlev von Reventlow (due squadroni di sei compagnie, 556 uomini) - Dragoni Württemberg-Öls, Carl Friedrich, Herzog von Württemberg-Öls (tre squadroni di dieci compagnie, 1.007 uomini) |
| Tenente Generale Karl Rudolf, Fürst von Württemberg-Neuenstadt     | Brigata Brockdorff Brigadiere Generale Ditlev von Brockdorff                                                      | - 3º Reggimento a cavallo Jydske, Colonnello Ditlev von Brockdroff (due squadroni, 591 uomini) - Reggimento Corazzieri a cavallo Ahlefeldt (due squadroni, 589 uomini) - 2º Reggimento a cavallo Jydske, Colonnello von Uterwick Prehn (due squadroni, 568 uomini) - Reggimento Corazzieri a cavallo Holstein, Colonnello Dewitz (due squadroni, 578 uomini) - Dragoni Württemberg-Ōls, Carl Friedrich, Herzog von Württemberg-Ōls (due squadroni di dieci compagnie, 589 uomini)                                                                   |
| Tenente Generale Karl Rudolf, Fürst von Württemberg-Neuenstadt     | Brigata von Rantzau Maggiore Generale Jørgen von Rantzau                                                          | - Rantzau, Maggiore Generale Jørgen von Rantzau (588 uomini) (1º battaglione) - Rantzau, Maggiore Generale Jørgen von Rantzau (636 uomini) (2º battaglione) - Reggimento di fanteria Bernsdorff, Brigadiere Generale Bernsdorff (531 uomini) - Reggimento di fanteria Teckelenberg (532 uomini) - Reggimento di fanteria St. Paul, St. Paul des Estanges (520 uomini) |
| Fanteria Tenente Generale Lord Orkney                              | Brigata Webb Maggiore Generale John Richmond Webb                                                                 | - Churchill's Regiment of Foot, Tenente Generale Charles Churchill (590 uomini) - Thomas Meredyth's Regiment of Foot, Brigadiere Generale Thomas Meredyth (575 uomini) - The Queen's Regiment of Foot, Maggiore Generale John Richmond Webb (739 uomini) - His Majesty's Royal Regiment of Foot, George Hamilton, I conte di Orkney (639 uomini) (1º battaglione) |

### Destra, Esercito imperiale austriaco
Maresciallo di Campo principe Eugenio di Savoia
| Divisione                                                                                          | Brigata                                                                                 | Reggimenti e altre unità |
| -------------------------------------------------------------------------------------------------- | --------------------------------------------------------------------------------------- | --- |
| Cavalleria Generale della cavalleria imperiale Maximilian, Prinz von Braunschweig und Lüneburg     | Brigata Natzmer Maggiore Generale Dubislav Gneomar von Natzmer                          | - Dragoni Leib, colonnello Ludwig von Blumenthal, poi tenente-colonnello von Hacke (tre squadroni, 360 uomini) - Reggimento corazzieri a cavallo Margraf Philip, Maggiore Generale Philip Wilhelm, Margraf von Brandenburg-Schwedt (tre squadroni, 300 uomini) - Reggimento cavalleria Wartensleben (tre squadroni, 300 uomini) - Reggimento corazzieri a cavallo Bayreuth-Kulmbach, colonnello Christian Heinrich, Margraf von Bayreuth-Kulmbach (tre squadroni, 300 uomini) - Dragoni von Krassow, Ernst Detlev von Krassow (two squadroni, 160 uomini) |
| Cavalleria Generale della cavalleria imperiale Maximilian, Prinz von Braunschweig und Lüneburg     | Brigata Fugger Maggiore Generale Graf von Fugger                                        | - Corazzieri Alt-Hanover (sei squadroni, 500 uomini) - Corazzieri Lobkowicz (sei squadroni, 500 uomini) |
| Cavalleria Generale della cavalleria imperiale Maximilian, Prinz von Braunschweig und Lüneburg     | Brigata Durlach Maresciallo di Campo Friedrich, Margraf von Baden-Durlach               | - Dragoni Limburg-Stirum (sei squadroni, 500 uomini) - Reggimento indipendente di cavalleria Württemberg (Leib Dragoon) (tre squadroni, 240 uomini) - Reggimento cavalleria Fugger, Maggiore Generale Graf von Fugger (tre squadroni, 240 uomini) - Dragoni Öttingen, Albrecht Ernst II, Fürst von Öttingen (due squadroni, 160 uomini) |
| Cavalleria Generale di cavalleria Eberhard Ludwig, Duca di Württemberg                             | Brigata l'Ostange Maggiore Generale Charles Graf de l'Ostange                           | - Dragoni Sonsfeld (tre squadroni, 300 uomini) - Reggimento corazzieri a cavallo l'Ostange, Maggiore Generale Charles, Graf de l'Ostange (tre squadroni, 300 uomini) |
| Cavalleria Generale di cavalleria Eberhard Ludwig, Duca di Württemberg                             | Brigata Bibra Maggiore Generale Christoph Erhard von Bibra:                             | - Reggimento corazzieri a cavallo Helmstaett, Erbprinz Helmstaett von Württemberg (tre squadroni, 240 uomini) - Carabinieri Nagel (due squadroni, 200 uomini) - Carabinieri Vennigen, George Friedrich von Vennigen (due squadroni, 300 uomini) - (Niederrhein) Corazzieri Hachenberg (uno squadrone, 80 uomini) |
| Cavalleria Generale di cavalleria Eberhard Ludwig, Duca di Württemberg                             | Brigata Cusani Maresciallo di Campo Marquis de Cusani                                   | - Corazzieri imperiali Darmstadt (sei squadroni, 600 uomini) - Corazzieri imperiali Cusani (sei squadroni, 600 uomini) |
| Cavalleria Generale di cavalleria Eberhard Ludwig, Duca di Württemberg                             | Brigata Caraffa Maggiore Generale von Caraffa                                           | - (Würzburg/Magonza) Dragoni Fechenbach, Freiherr von Fechenbach (quattro squadroni, 400 uomini) - Württemberg Leibgarde (due squadroni, 160 uomini) - Dragoni Bibra, Maggiore Generale von Bibra (quattro squadroni, 400 uomini) |
| Riserva della Cavalleria Generale di cavalleria Charles Maximilien, comte de la Tour et Valsassina | Brigata Efferen                                                                         | - Corazzieri Moorheim (due squadroni, 160 uomini) - Corazzieri Leutsch (due squadroni, 160 uomini) - Reggimento corazzieri a cavallo von der Ostheim (due squadroni, 160 uomini) |
| Riserva della Cavalleria Generale di cavalleria Charles Maximilien, comte de la Tour et Valsassina | Brigata Bayreuth Maresciallo di Campo Christian Ernst, Margraf von Brandenburg-Bayreuth | - Dragoni Auffess (cinque squadroni, 400 uomini) - Corazzieri Bayreuth (cinque squadroni, 400 uomini) |
| Feldzeugmeister Leopold, Fürst von Anhalt-Dessau                                                   | Brigata Finck Maggiore Generale Albrecht Konrad Graf Finck von Finckenstein             | - Granatieri della guardia, Kurprinz Friedrich Wilhelm I (due battaglioni, 800 uomini) - Reggimento di fanteria Margraf Christian Ludwig, Christian Ludwig, Margraf von Brandenburg-Schwedt (due battaglioni, 800 uomini) - Reggimento di fanteria Anhalt-Dessau, Leopold, Fürst von Anhalt-Dessau (due battaglioni, 800 uomini) |
| Feldzeugmeister Leopold, Fürst von Anhalt-Dessau                                                   | Brigata Canitz Maggiore Generale Christopher Albrecht von Canitz                        | - Reggimento di fanteria Margraf Phillip, Phillip Wilhelm, Margraf von Brandenburg-Schwedt (due battaglioni, 800 uomini) - Leibgarde, colonnello Carl Philipp Freiherr von Wylich zu Lottum (un battaglione, 400 uomini) - Reggimento di fanteria Canitz, Maggiore Generale Christopher Albrecht von Canitz (due battaglioni, 800 uomini) |
| Tenente Generale Jobst Scholten                                                                    | Brigata Bielke Brigadiere Generale Christoffer Bielke                                   | - Reggimento di fanteria Prins Georg, 1º battaglione, Karl Rudolf, Fürst von Württemberg-Neuenstadt (un battaglione, 824 uomini) - Reggimento di fanteria Prins Carl, 2º battaglione, Tenente Generale Jobst Scholten (un battaglione, 627 uomini) - Reggimento Den Kongelige Livgarde til fods (un battaglione, 740 uomini) - Reggimento di fanteria Prins Georg, 2º battaglione, Karl Rudolf, Fürst von Württemberg-Neuenstadt (un battaglione, 704 uomini)                                                                                             |
| Tenente Generale Jobst Scholten                                                                    | Brigata Rebsdorff Brigadiere Generale Rebsdorff                                         | - Reggimento di fanteria Fynske, 1º battaglione, Brigadiere Generale Schonenfeldt (un battaglione, 860 uomini) - Reggimento di fanteria Sjællandske, 2º battaglione (un battaglione, 620 uomini) - Reggimento di fanteria Christian Ulrich, Colonnello Bonart (un battaglione, 702 uomini) |
| | Artiglieria Colonnello Holcroft Blood                                                   | - 3 batterie di 10 colubrine - 1 batteria di 4 obice - 1 batteria di 6 mezza-colubrina - 1 batteria di 24 3lb - 1 batteria di 16 3lb |

## Esercito franco-bavarese
Camille d'Hostun de la Baume, Duc de Tallard, Maresciallo di Francia 

### Comando dell'ala di Blenheim
Tenente Generale Philippe, Marquis de Clérambault 
Maréchal de Camp, Marquis de Blansac 
| Divisione                                                 | Brigata                                                 | Reggimenti e eltre unità |
| --------------------------------------------------------- | ------------------------------------------------------- | --- |
| Dragoni smontati                                          | Brigata Hautefeulle                                     | - Mestre de Camp Général (tre squadroni, 338 uomini) - Dragoni La Reine (tre squadroni, 231 uomini) - Dragoni Rohan-Chabot (tre squadroni, 330 uomini) - Dragoni Vasse (tre squadroni, 327 uomini) |
| Guarnigione di Blenheim                                   | Brigata de Maulevrier Marquis de Maulevrier             | - Régiment de Navarre (tre battaglioni, 1,500 uomini) |
| Guarnigione di Blenheim                                   | Brigata Balincourt Claude Guillaume Testu de Balincourt | - Régiment d'Artois (due battaglioni, 1,000 uomini) - Régiment Provence, 1º battaglione (un battaglione, 500 uomini)                                                                               |
| Guarnigione di Blenheim                                   | Brigata Greder Marquis de Greder                        | - Régiment de Greder Allemande (tedesco) (due battaglioni, 1,000 uomini) - Régiment de Lassay (un battaglione, 500 uomini)                                                                         |
| Riserva di Blenheim                                       | Brigata d'Argelos Baron d'Argelos                       | - Régiment de Languedoc (due battaglioni, 1,000 uomini) - Régiment de Santerre (due battaglioni, 1,000 uomini)                                                                                     |
| Riserva di Blenheim                                       | Brigata St. Segond Marquis de St. Segond                | - Régiment de Zurlauben (vallone) (due battaglioni, 1,000 uomini) - Régiment St. Segond (italiano) (un battaglione, 500 uomini)                                                                    |
| Riserva di fanteria Tenente Generale Marquis de Marinvaux | Brigata Montroux Marquis de Montroux                    | - Régiment de Montroux (italiano) (un battaglione, 500 uomini) - Régiment de Aunis (due battaglioni, 1,000 uomini)                                                                                 |
| Riserva di fanteria Tenente Generale Marquis de Marinvaux | Brigata Monfort Marquis de Montfort                     | - Régiment de Montfort (vallone) (due battaglioni, 1,200 uomini) - Régiment de Blaisois (un battaglione, 500 uomini)                                                                               |
| Riserva di fanteria Tenente Generale Marquis de Marinvaux | Brigata d'Enonville Comte d'Enonville                   | - Régiment Royal (tre battaglioni, 1,500 uomini) - Régiment de Boulonnais (due battaglioni, 1,000 uomini)                                                                                          |

### Tra Blenheim e Oberglauheim
Marquis de Montpeyroux 
| Divisione                                                         | Brigata                                                     | Reggimenti e altre unità |
| ----------------------------------------------------------------- | ----------------------------------------------------------- | --- |
| Tenente Generale Beat Jacques II de Zurlauben, comte de Zurlauben | Brigata Vertilly Marquis de Vertilly                        | - Gendarmerie de France (otto squadroni, 1,500 uomini) |
| Tenente Generale Beat Jacques II de Zurlauben, comte de Zurlauben | Brigata Broglie Marquis de Broglie                          | - Régiment du Roi (tre squadroni, 423 uomini) - Régiment de Tarneau (due squadroni, 184 uomini) - Régiment de la Baume (due squadroni, 282 uomini)                                                               |
|                                                                   | Brigata Grignan Marquis de Grignan                          | - Mestre de Camp General (tre squadroni, 255 uomini) - Regiment de Grignan (tre squadroni, 312 uomini) |
| Marechal de Camp, Duc d'Humeries                                  | Brigata Merode-Westerloo (Spagna) Comte de Merode-Westerloo | - Regimiento de Gaetano (due squadroni, 214 uomini) - Regimiento de Acosta (due squadroni, 200 uomini) - Regimiento de Heider (due squadroni, 200 uomini)                                                        |
| Marechal de Camp, Duc d'Humeries                                  | Brigata la Valliere Marquis de la Valliere                  | - Régiment de Bourgogne (tre squadroni, 360 uomini) - Regiment de la Valliere (due squadroni, 136 uomini) - Regiment de Noailles (due squadroni, 200 uomini) - Regiment de Beringhen (tre squadroni, 783 uomini) |
| Marechal de Camp, Duc d'Humeries                                  | Brigata Silly Marquis de Silly                              | - Regiment de Orleans (tre squadroni, 165 uomini) - Regiment de Montreval (due squadroni, 110 uomini) - Regiment de St. Pouanges (due squadroni, 100 uomini) - Regiment de Ligonday (due squadroni, 100 uomini)  |
| Marechal de Camp, Marquis de St. Pierre                           | Brigata Trecesson Marquis de Trecesson                      | - Regiment de Robecque (vallone) (due battaglioni, 1,000 uomini) - Regiment de d'Albaret (un battaglione, 500 uomini)                                                                                            |
| Marechal de Camp, Marquis de St. Pierre                           | Brigata Breuil Marquis de Breuil                            | - Regiment de Auxerrois (due battaglioni, 1,000 uomini) - Regiment de Chabrillant (un battaglione, 500 uomini)                                                                                                   |
| Marechal de Camp, Marquis de St. Pierre                           | Brigata Belleisle Marquis de Belleisle                      | - Regiment de Nice (un battaglione, 500 uomini) - Regiment de Tavannes (un battaglione, 500 uomini) - Regiment de Bandeville (un battaglione, 500 uomini)                                                        |

Esercito dell'elettore di Baviera
Principe Maximillian II Emmanuel Wittelsbach, Elettore di Baviera 
Secondo in comando: Maresciallo Ferdinand de Marsin 

### Corpo Marquis du Bourg
Tenente Generale Marquis du Bourg
| Divisione                   | Brigata                            | Reggimenti e altre unità |
| --------------------------- | ---------------------------------- | --- |
| Prima linea di Cavalleria   | Brigata Massenbach                 | - Regiment de Royal (tre squadroni, 360 uomini) - Regiment de La Ferronnaye (due squadroni, 240 uomini) - Regiment de Levy (due squadroni, 240 uomini)                                                           |
| Prima linea di Cavalleria   | Brigata Prince Charles de Lorraine | - Regiment de Prince Charles de Lorraine (due squadroni, 240 uomini) - Regiment de Choiseul (due squadroni, 240 uomini)                                                                                          |
| Seconda linea di Cavalleria | Brigata d'Anlezy                   | - Regiment d'Anlezy (due squadroni, 240 uomini) - Regiment de Livry (due squadroni, 240 uomini) - Regiment de Heudincourt (due squadroni, 240 uomini) - Regiment de Dauphin Etranger (tre squadroni, 360 uomini) |

### Corpo Marquis de Blainville
Tenente Generale Jean Jules Armand Colbert, Marquis de Blainville 
| Divisione                           | Brigata                                               | Reggimenti e altre unità |
| ----------------------------------- | ----------------------------------------------------- | --- |
| Marechal de Camp William Dorrington | Brigata Blingy Marquis de Bligny                      | - Regiment de Champagne (tre battaglioni, 1,500 uomini) - Régiment de Saintonge, 1º battaglione (un battaglione, 500 uomini)                                                                  |
| Marechal de Camp William Dorrington | Brigata Nangis Louis Armand de Brinchanteau de Nangis | - Régiment de Bourbonnais s (due battaglioni, 1,000 uomini) - Régiment de Foix, 1º battaglione (un battaglione, 500 uomini) - Régiment d'Agénois, 1º battaglione (un battaglione, 500 uomini) |

### Corpo Marquis de Rosel
Tenente Generale Marquis de Rosel
| Division                | Brigade                                                    | Reggimenti e altre unità |
| ----------------------- | ---------------------------------------------------------- | --- |
| Sostegno a Oberglauheim | Brigata Buzancois Marquis de Buzancois                     | - Régiment de la Reine (tre battaglioni, 1,500 uomini) |
| Sostegno a Oberglauheim | Brigata Clare (Irlanda) Charles O'Brien, 5° Visconte Clare | - Reggimento Dorrington (irlandese) (un battaglione, 500 uomini) - Reggimento Clare (irlandese) (un battaglione, 500 uomini) - Reggimento Lee (irlandese) (un battaglione, 500 uomini)                                                                      |
| Sostegno a Oberglauheim | Brigata Coetquen                                           | - Regiment de Coietquen (due battaglioni, 1,000 uomini) - Regiment de Chartres, 1º battaglione (un battaglione, 500 uomini) |
| Sostegno a Oberglauheim | Prince d'Isenghein                                         | - Régiment de Poitou, 1º battaglione (un battaglione, 500 uomini) - Régiment de Guyenne, 1º battaglione (un battaglione, 500 uomini) - Régiment d'Isenghien (vallone) (un battaglione, 500 uomini) - Régiment de Beaufermés (due battaglioni, 1,000 uomini) |

### Corpo Comte d'Arco
Maresciallo di campo Jean Baptist, Comte d'Arco
| Divisione                                      | Brigata                                         | Reggimenti e altre unità |
| ---------------------------------------------- | ----------------------------------------------- | --- |
| Tenente Generale Marquis de Magnac             | Brigata Montmain                                | - Regiment de Condé (due squadroni, 240 uomini) - Regiment de Montmain (due squadroni, 240 uomini) - Regiment de Bourck (irlandese) (due squadroni, 240 uomini) |
| Tenente Generale Marquis de Magnac             | Brigata Vivan                                   | - Regiment de Abusson (due squadroni, 240 uomini) - Regiment de Vivans (due squadroni, 240 uomini) - Regiment de Fourquevaux (due squadroni, 240 uomini) |
| Tenente Generale Marquis de Legall             | Brigata Barentin                                | - Regiment de Barentin (due squadroni, 240 uomini) - Regiment de la Billarderie (due squadroni, 240 uomini) - Regiment de Bissy (due squadroni, 240 uomini) |
| Tenente Generale Marquis de Legall             | Brigata Vigier                                  | - Regiment de Royal-Piémont (tre squadroni, 360 uomini) - Regiment du Vigier (due squadroni, 240 uomini) - Regiment de Mérinville (due squadroni, 240 uomini) |
| Cavalleria bavarese                            | Brigata von Weickel                             | - Corazzieri d'Arco (sei squadroni, 720 uomini) - Corazzieri Weickel (quattro squadroni, 480 uomini) - Carabinieri della Guardia (uno squadrone, 120 uomini) - Grenadiers a Cheval (uno squadrone, 120 uomini) - Compagnia Ussari Leib di Locatelli (uno squadrone, 120 uomini)           |
| Cavalleria bavarese                            | Brigata von Wolframsdorff                       | - Dragoni Torring-Seefeld (due squadroni, 240 uomini) - Corazzieri von Wolframsdorff (sei squadroni, 720 uomini) - Corazzieri de Costa (sei squadroni, 720 uomini) |
| Maggiore Generale Alessandro Marquis de Maffei | Brigata de Maffei                               | - Reggimento de Maffei (un battaglione, 500 uomini) - Reggimento Kurprinz (un battaglione, 500 uomini) - Reggimento Fucilieri Leibgarde (due battaglioni, 1,000 uomini) - Reggimento Granatieri Leibgarde (un battaglione, 500 uomini) - Reggimento d'Ocfort (un battaglione, 500 uomini) |
| Maggiore Generale Alessandro Marquis de Maffei | Brigata Mercy                                   | - Reggimento de Mercy (due battaglioni, 1,000 uomini) - Reggimento de Tattenbach (un battaglione, 500 uomini) - Reggimento von Karthausen (un battaglione, 500 uomini) - Reggimento von Spilburg (un battaglione, 500 uomini)                                                             |
| Tenente Generale Comte de Dreux                | Brigata Dragoni Fontbeausard                    | - Regiment de Listenois (tre squadroni, 360 uomini) - Regiment de la Vrilliere (tre squadroni, 360 uomini) - Regiment de Fontbeausard (tre squadroni, 360 uomini) |
| Tenente Generale Comte de Dreux                | Brigata Conflans                                | - Regiment de Conflans (due squadroni, 240 uomini) - Regiment de Rouvray (due squadroni, 240 uomini) |
| Tenente Generale Marquis de Sauffrey           | Brigata Montbron Marquis de Montron             | - Regiment de Dauphin (tre battaglioni, 1,500 uomini) - Conde, 1º battaglione (un battaglione, 500 uomini) - Regiment de Montboissier (un battaglione, 500 uomini) |
| Tenente Generale Marquis de Sauffrey           | Brigata Tourouvre Chevalier de Tourouvre        | - Regiment de Lorraine (un battaglione, 500 uomini) - Regiment de Toulouse (due battaglioni, 1,000 uomini) |
| Tenente Generale Marquis de Sauffrey           | Brigata Montmorency Chavalier de Montmorency    | - Béarn, 1º battaglione (un battaglione, 500 uomini) - Bourbon, 1º battaglione (un battaglione, 500 uomini) - Nivernais, 1º battaglione (un battaglione, 500 uomini) - Vermandois, 1º battaglione (un battaglione, 500 uomini)                                                            |
| Artiglieria                                    | Régiment Royal-Artillerie Marquis de Frezeliere | - Una batteria di otto 8-libbre - Cinque batterie di quattro 4-libbre - Una batteria di quattro 24-libbre |
| Artiglieria                                    | Régiment Royal-Artillerie Marquis de Houville   | - Quattro batterie di quattro 8-libbre - Tre batterie di quattro 12-libbre - Una batteria di sei 16-libbre - Una batteria di due 24-libbre |
| Artiglieria                                    | Addizionale                                     | - Ventidue 4-libbre distribuiti lungo il fronte. |